# Sindal
Sindal es un poblado ferroviario danés perteneciente al municipio de Hjørring, en la región de Jutlandia Septentrional.
Tiene 3069 habitantes en 2017, lo que lo convierte en la tercera localidad más importante del municipio tras Hjørring y Hirtshals.
Se conoce la existencia del lugar desde el siglo XV, cuando se menciona como "Syndalen". No obstante, la ubicación aquí de una localidad se produjo en el siglo XIX como consecuencia del establecimiento del ferrocarril.
Se ubica en el noreste de Vendsyssel-Thy junto a la carretera 35, a medio camino entre Hjørring y Frederikshavn tanto por carretera como por ferrocarril.